# 余敦康
余敦康（1930年5月—2019年7月14日），湖北汉阳人，中国哲学家、哲学史家，中国社会科学院世界宗教研究所研究员，中国社会科学院荣誉学部委员。